# Rangers (comics)
Pour les articles homonymes, voir Rangers.
Les Rangers sont une équipe de super-héros appartenant à l'univers de Marvel Comics. Elle est apparue pour la première fois dans The Incredible Hulk #265, en 1981.

## Origine
L'équipe s'est plus ou moins créée par accident. Rick Jones était retenu captif par le Corrupteur, qui contrôlait aussi Hulk. Rick Jones tenta d'avertir les Vengeurs, mais son message fut intercepté par 5 personnes qui y répondirent.
Texas Twister demanda à ses nouveaux coéquipiers de se rejoindre en cas de crise fédérale, sous le nom des Rangers. Cette équipe était étroitement liée aux Vengeurs. En effet, la plupart des membres des Rangers étaient réservistes des Vengeurs.
La nouvelle équipe des Rangers fait suite au projet Initiative. Elle est désormais l'équipe officielle du Texas.
Lors du crossover Secret Invasion, il fut révélé que le loup apprivoisé de Red Wolf était un Skrull infiltré.

## Composition de l'équipe
La première équipe incluait : 
- Shooting Star ;
- Texas Twister ;
- Firebird ;
- Phantom Rider ;
- Red Wolf.

La nouvelle équipe, basée sur la division fédérale orchestré par le projet Initiative inclut désormais : 
- Firebird ;
- Phantom Rider ;
- Shooting Star ;
- Texas Twister ;
- Red Wolf.

ainsi que deux nouvelles recrues :
- L'Eclair Vivant, membre réserviste des Vengeurs ;
- Armadillo, ancien criminel.

C'est une des rares équipes de super-héros à avoir été conservée 'telle quelle' lors de la nouvelle organisation fédérale.
Armadillo retrouva vite le chemin du crime et rejoginit le syndicat de The Hood à NYC.